# Municipalità di Bolnisi
La municipalità di Bolnisi (in georgiano ბოლნისის მუნიციპალიტეტი?) è una municipalità georgiana di Kvemo Kartli.
Nel censimento del 2002 la popolazione si attestava a 74.301 abitanti. Nel 2008 il numero risultava essere 76.000.
La cittadina di Bolnisi è il centro amministrativo della municipalità, la quale si estende su un'area di 804 km².

## Popolazione
Dal censimento del 2002 la municipalità risultava costituita da:
- Azeri, 65,98%
- Georgiani, 26,82%
- Armeni, 5,81%
- Greci, 0,59%
- Russi, 0,56%

## Luoghi d'interesse
- T'andzia
- Bolnisi Sioni
- Fortezza di Kveshi
- Chiesa di Tsughrughasheni